# Administrativní dělení Tádžikistánu
Tádžikistán je rozdělen do
- jedné autonomní oblasti
- dvou regionů
- centrálně spravovaných okresů
- hlavního města Dušanbe

| Číslo na mapě | Jméno                       | Tádžicky                                                                  | ISO   | Hlavní město | Rozloha (km2) | Počet obyvatel (2000) | Počet obyvatek (2010) | Počet obyvatel (2014) |
| ------------- | --------------------------- | ------------------------------------------------------------------------- | ----- | ------------ | ------------- | --------------------- | --------------------- | --------------------- |
| 1             | Sogdijský vilájet           | Вилояти Суғд Viloyati Sughd                                               | TJ-SU | Chudžand     | 25,400        | 1,872,000             | 2,233,500             | 2,400,600             |
| 2             | Centrálně spravované okresy | Ноҳияҳои тобеи ҷумҳурӣ Nohiyahoi tobei jumhurī                            | -     | Dušanbe      | 28,600        | 1,337,500             | 1,722,900             | 1,874,000             |
| 3             | Chatlonský vilájet          | Вилояти Хатлон Viloyati Khatlon                                           | TJ-KT | Qurghonteppa | 24,800        | 2,150,100             | 2,677,300             | 2,898,600             |

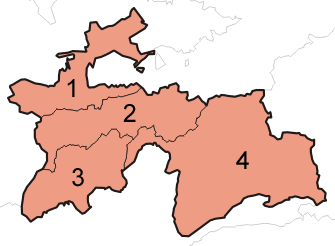

| 4             | Horský Badachšán            | Вилояти Мухтори Кӯҳистони Бадахшон Viloyati Mukhtori Kūhistoni Badakhshon | TJ-GB | Chorog       | 64,200        | 206,000               | 206,000               | 212,100               |
| –             | Dušanbe                     | Душанбе Dušanbe                                                           | –     | Dušanbe      | 100           | 561,900               | 724,800               | 775,800               |

Každý kraj je rozdělen do okresů (rajonů), které jsou dále rozděleny do jamoatů (plné jméno jamoati dehot), a pak na vesnice a osady (deha). Tádžikistán má celkem 62 okresů.